# Lo Espejo
Lo Espejo ist eine Gemeinde der Región Metropolitana de Santiago mit 98.804 Einwohnern (2017). Sie ist eine der Gemeinden der Provinz Santiago.

## Geschichte
Die Gemeinde Lo Espejo wurde am 21. Mai 1991 gegründet.

## Demografie
Laut der Volkszählung 2017 lebten in der Gemeinde Lo Espejo 98.804 Personen. Davon waren 49.146 Männer und 49.658 Frauen, womit es einen leichten Frauenüberschuss gab.